# LI Congreso Eucarístico Internacional
El Congreso Eucarístico Internacional 2016 fue la 51.ª edición del Congreso Eucarístico Internacional (CEI) que tuvo lugar del 24 al 31 de enero de 2016 en Cebú, Filipinas. Para esta ocasión se construyó un centro de convenciones, el Pabellón del Congreso Eucarístico Internacional. El papa Francisco envió al cardenal Charles Maung Bo de Myanmar como su legado papal y para presidir la misa de apertura el 24 de enero.
Era la segunda vez que Filipinas acogía el Congreso Eucarístico Internacional, ya que el primero se celebró en Manila del 3 al 7 de febrero de 1937.

## Preparativos
La Oficina de Tráfico de la Ciudad de Cebú realizó pruebas de tráfico días antes del evento para garantizar que la situación del tráfico durante el mismo fuera manejable. Se cerraron varias carreteras y otras se abrieron sólo a los vehículos públicos.
Las escuelas católicas y algunas escuelas públicas de Cebú, incluidas las universidades, suspendieron las clases durante la semana de la IEC.
La Oficina Regional 7 de la Policía Nacional de Filipinas garantizó la seguridad del evento y su grupo de trabajo ad hoc sobre el IEC y el Festival Sinulog solicitó apoyo adicional a la Policía Nacional Filipina, incluida la División de Explosivos y el escuadrón de perros detectores de bombas del  ejército filipino.

## Marketing

### Aplicación móvil
La Guía IEC2016 fue desarrollada por InnoPub Media como la aplicación móvil oficial del evento, que incluía información sobre el evento, como los horarios, los ponentes, el texto teológico básico, las noticias y las actualizaciones, y estaba vinculada a la transmisión oficial en directo del evento. También incluía información sobre sitios turísticos dentro de Metro Cebú, en particular sitios de patrimonio religioso como las iglesias.

### Logotipo
El logotipo utilizado para el Congreso Eucarístico Internacional de 2016 surgió de un concurso de diseño de logotipos. El diseño ganador fue realizado por Jayson Jaluag, un estudiante de bellas artes de 19 años de Mandaue.
El Sol significa la esperanza de gloria y un nuevo comienzo. También hace hincapié en el país anfitrión, cuya bandera tiene el sol como uno de sus elementos principales. Los siete rayos del sol representan los siete dones del Espíritu Santo. El cáliz y el pan significan el carácter sagrado de la Eucaristía. El monograma "IHS" que significa Iesus Hominum Salvator y simboliza el Santísimo Nombre de Jesús y representa la ciudad anfitriona de Cebú cuyo nombre anterior era Villa del Santissimo Nombre de Jesús.
El carácter misionero de la Iglesia católica está simbolizado por el barco estilizado. Las tres personas del barco, de diferentes colores, representan los principios que influyen en el fe de los filipinos: el verde para la esperanza, el azul para la fe misma, y el rojo para la caridad. El color azul aguamarina del barco representa la peregrinación cristiana al cielo.

### Tema
El tema del evento giraba en torno a la esperanza y se derivaba de un versículo bíblico: Cristo en ti, nuestra esperanza y gloria.(Epístola a los colosenses (1:27).

## Lugares de reunión
El Pabellón del Congreso Eucarístico Internacional (CEI), rebautizado como Centro de Convenciones IC3 después del evento, construido por Duros Development Corporation, sirvió de sede principal del Congreso.

## Eventos

### Simposio de Teología

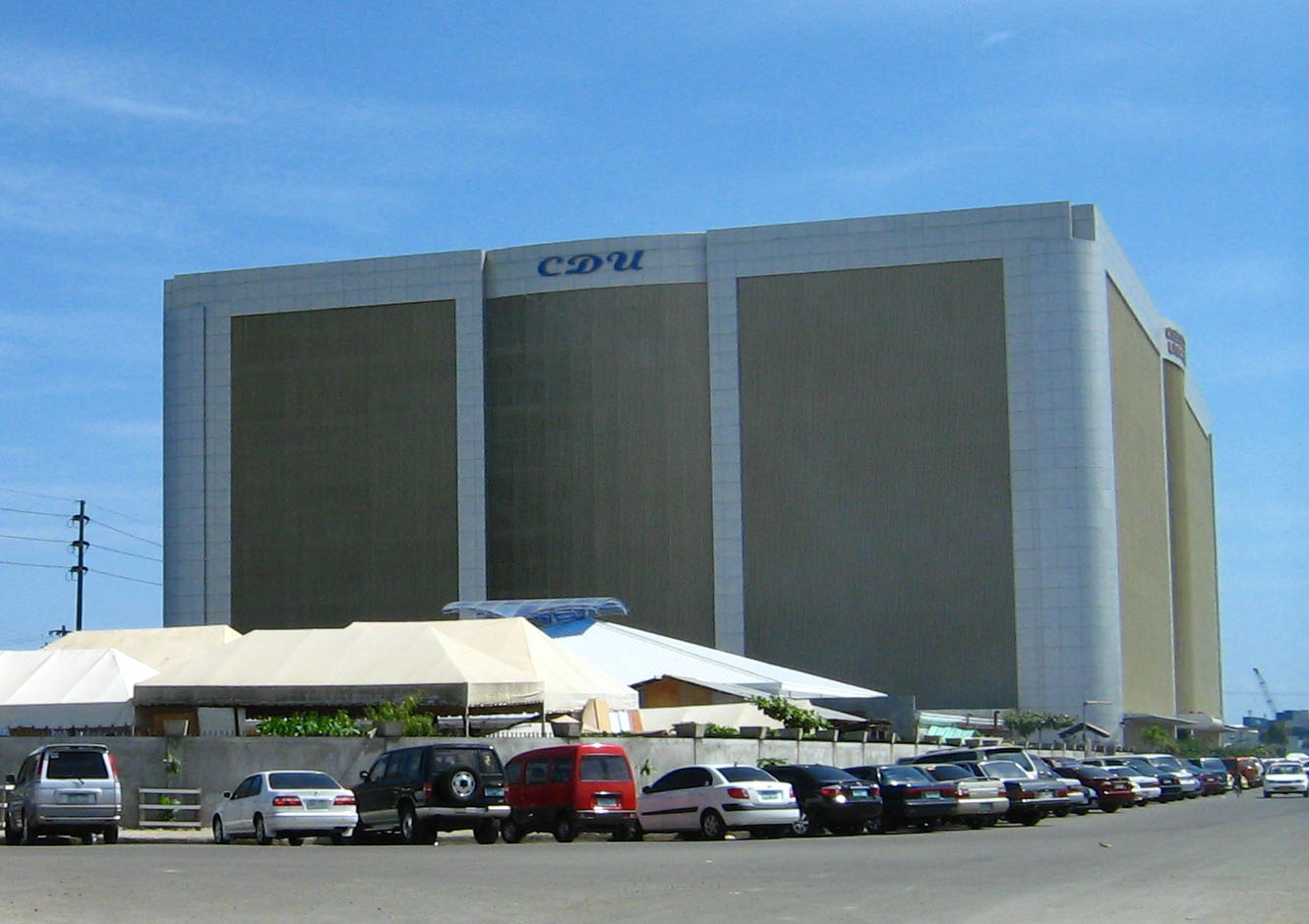
La Universidad de Medicina de Cebú en Mandaue fue la sede del Simposio Teológico

Del 20 al 22 de enero se celebró un simposio en la Universidad de Medicina de Cebú en Mandaue, Cebú donde se debatió, entre otros temas, la Eucaristía. Miembros del clero y teólogos asistieron al simposio. 1800 personas asistieron el primer día.
Entre los ponentes y talleristas que dirigieron el evento se encontraban:
- Fray Timothy Radcliffe (Reino Unido) habló de la virtud de la esperanza. Habló de una "crisis de esperanza" causada por el aumento del terrorismo. Describió la esperanza como "no sólo curiosidad intelectual" sino también como "existencial".[9]
- El P. Francis Moloney (Australia), sacerdote salesiano, autor y editor, trató el pasaje del Evangelio de Juan, "Los amó hasta el final", y realizó una narración sobre la institución de la Eucaristía.
- El P. Mark Francis (Estados Unidos), Presidente de la Unión Teológica Católica de Chicago, trató el tema de la liturgia y la inculturación.
- Monseñor Piero Marini (Italia), presidente del Comité Pontificio para los Congresos Eucarísticos Internacionales y maestro de ceremonias papal durante 20 años, habló en italiano sobre La storia del nuovo "Ordo Missae".[11]
- El P. Thomas Rosica (Canadá), columnista de una red de medios de comunicación católicos, habló sobre el tema: "Evangelizar el mundo secular".
- La Dra. Josefina Manabat (Filipinas), única mujer ponente y decana de la escuela de posgrado del San Beda College, Manila, habló sobre "catequesis en la eucaristía dominical".

### Congreso propiamente dicho
24 de enero
El Congreso comenzó el 24 de enero con una misa solemne en la plaza Independencia dirigida por Cardenal Charles Maung Bo. La Oficina Regional 7 de la Policía estima que a la misa asistieron al menos 350 000 personas.
26 de enero
El cardenal Bo junto con otros funcionarios de la Iglesia visitó el «Centro Provincial de Detención y Rehabilitación de Cebú». Bo estuvo acompañado por el arzobispo de Cebú José S. Palma y el oficial de protocolo del legado papal, el padre Jan Limchua. Fueron testigos de la actuación de los «reclusos bailarines del CPDRC» sobre el tema del Congreso e interactuaron con los reclusos después de la actuación.
28 de enero
El Centro Juvenil Don Bosco (DBYC) de Barangay Pasil, en la ciudad de Cebú, recibió la visita del cardenal Bo, él mismo un  salesiano de Don Bosco. El DBYC interpretó una danza tradicional Sinulog para el cardenal visitante. Bo había visitado un barrio marginal antes de su visita al centro juvenil. En su discurso ante los estudiantes del centro juvenil, instó a los jóvenes a perseguir sus vocaciones, a no rendirse nunca y a no culpar a los demás, a sí mismos o a sus situaciones como excusa para permanecer ociosos.
29 de enero
Por la mañana, en el pabellón del CEI, los cardenales John Onaiyekan de Nigeria y Oswald Gracias de la India hablaron sobre la Eucaristía.
En el encuentro al que asistieron 15 000 personas, Onaiyekan criticó la discriminación en la Iglesia a la que calificó como una forma de apartheid e instó a que el CEI esté abierto a las personas independientemente de su posición social. También criticó al gobierno de Arabia Saudí y al  ISIS por la práctica de la crucifixión, el primero por utilizarla para la pena capital y el segundo por usarla contra los cristianos, faltando al respeto al carácter sagrado del símbolo de la cruz. Señaló la respuesta violenta a la supuesta falta de respeto al Corán, al tiempo que instó a la gente a respetar los símbolos religiosos de las personas de otras confesiones. También criticó a la revista satírica francesa Charlie Hebdo. Onaiyekan dijo que, a pesar de todo, "la cruz sigue siendo el símbolo de la victoria del Señor Jesús",
La segunda misa de la CEI se celebró a las 16:00 hora local. Después de la misa se celebró una gran procesión con una custodia de latón dorada hecha a medida en una carroza que acompañaba a los devotos.
30 de enero
Como uno de los momentos más destacados del Congreso, el arzobispo emérito de Cebú Ricardo Vidal administró la primera comunión a 5000 niños, algunos de ellos de la calle.
31 de enero
El Congreso concluyó con la Statio Orbis o misa de clausura. Se esperaba que millones de personas asistieran al evento. El Papa Francisco anunció que el próximo Congreso Eucarístico Internacional se celebraría en 2020 en Budapest, Hungría.

## Cobertura mediática
La edición de 2016 marcó la primera vez que el congreso tuvo una transmisión global por satélite. Estaba previsto que la cobertura del evento fuera similar a la de la visita del Papa Francisco a Filipinas en enero de 2015.
El canal de la CEI contó con 12 horas de programación que cubrieron todos los eventos principales de la CEI, en directo y en diferido. RTVM se encargó de dirigir la sala de control. La Red de Televisión Popular se encargó de la cobertura en exteriores.
El CEI de Cebú produjo la primera impresión diaria del CBCP Monitor que cubrió los procedimientos y otras historias relevantes sobre el Congreso Eucarístico. CBCP News y Areopagus Communications se encargaron de la cobertura especial.
Con la ayuda de la Oficina Suprema de los Caballeros de Colón, el enlace principal por satélite fue proporcionado por Apstar Global, lo que permitió la transmisión del CEI hasta Italia y los Estados Unidos. PLDT proporcionó un ancho de banda de 1 GB al COT. Cignal TV retransmitió la CEI en dos de sus canales; definición estándar en el canal 99 y alta definición para el canal 199. TV María y la Red de Televisión Católica de Cebú también emiten la CEI.
La EWTN Global Catholic Network que tuvo un alcance de 144 países, la RAI de Italia, y el Centro Televisivo Vaticano cubrieron el evento, así como Radyo Veritas en Luzón y DYRF para Visayas y Mindanao, además de las estaciones de la Catholic Media Network.